# Yellow Submarine (nummer)

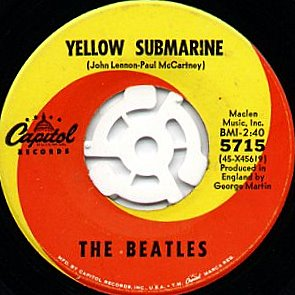
Yellow Submarine

Yellow Submarine is een lied uit 1966 dat is geschreven door John Lennon en Paul McCartney. Het lied verscheen op een single met een dubbele A-kant (de andere A-kant was Eleanor Rigby) van The Beatles. Daarnaast verscheen het lied op het album Revolver. Het lied was tevens de inspiratie voor de tekenfilm uit 1968 met dezelfde titel en maakte dan ook deel uit van de soundtrack bij deze film. Yellow Submarine is de enige Beatles-single waarop Ringo Starr de lead vocals zingt (meestal namen Lennon of McCartney deze voor hun rekening). De single Eleanor Rigby/Yellow Submarine haalde in diverse landen de nummer 1-positie in de hitparade, waaronder Groot-Brittannië, Duitsland, Nederland en België.

## Oorsprong en achtergrond
Yellow Submarine staat, zoals de meeste Beatles-nummers, te boek als een Lennon-McCartney compositie. McCartney beweert echter dat het lied grotendeels zijn idee was. McCartney beschrijft dat hij het idee voor het lied kreeg terwijl hij in zijn bed lag in het huis van de familie Asher in Londen om te gaan slapen: "Ik herinner me dat ik bedacht dat een kinderlied wel een goed idee zou zijn en ik dacht aan beelden en toen kwam ik op de kleur geel, en toen op een onderzeeboot." McCartney had ook Ringo Starr in gedachten als zanger voor het nummer en paste de melodie op hem aan. Volgens McCartney hielp John Lennon wel mee met sommige delen van de tekst, maar zijn het refrein en de melodie van zijn hand. 
In 1967 beweerde John Lennon echter dat zijn geschreven couplet met het door McCartney geschreven refrein werd gecombineerd. Een vroege demo, ingespeeld door Lennon, zou gronde kunnen zijn voor deze theorie. Tijdens vroege opnames lijkt het nog niet duidelijk dat Ringo Starr het lied zou gaan zingen, aangezien Lennon en McCartney elkaar stimuleren om het lied te gaan zingen (en Lennon het vervolgens voor zijn rekening neemt).     
Ook Starr hielp een handje met de liedtekst: hij veranderde 'Everyone of us has all he needs' in 'Everyone of us has all we need'. Daarnaast beweert folkzanger Donovan dat hij de zin 'Sky of blue and sea of green/in our Yellow Submarine' heeft geschreven.
In de tekst wordt een vriendschappelijke gemeenschap van de bemanningsleden gepresenteerd. Er klinkt gerinkel van bestek en niemand komt iets tekort. Er is zelfs een muziekkapel aan boord (wat bij een echte onderzeeër geen realiteit is).

## Opnamen
Op 26 mei 1966 begonnen de Beatles in de Abbey Road Studios met de opnamen voor Yellow Submarine. Op die dag namen de Beatles vier takes van de backing track op. John Lennon speelde akoestische gitaar, Paul McCartney basgitaar, George Harrison tamboerijn en Ringo Starr drums. Die dag werden ook de zangpartijen opgenomen, waarbij Ringo de lead vocals voor zijn rekening nam en John, Paul en George de achtergrondzang. Op 1 juni werden allerlei geluidseffecten aan deze opname toegevoegd. Hiervoor kregen de Beatles hulp van allerlei bekenden, zoals Brian Jones van The Rolling Stones, Marianne Faithfull, Pattie Boyd, Neil Aspinall, Mal Evans en George Martin.

## Trivia
- De vrouw van de visboer in de verhalen van Asterix heet in de Franse editie Iélosubmarine (Forentientje in de Nederlandstalige editie).

## Andere uitvoeringen
- De melodie werd door Wim Kan gebruikt in de oudejaarsconference van 1966: Waar we heen gaan, Jelle zal 't wel zien.
- De Spaanse voetbalclub Villarreal CF dankt zijn bijnaam El Submarino Amarillo aan deze hit. Het nummer werd in 1966 gecoverd door de Spaanse band Los Mustang.
- In Franse vertaling heet het liedje Le sous-marin vert (‘De groene onderzeeër’). Onder die titel is het onder andere gezongen door Maurice Chevalier en Les Compagnons de la chanson.[3]
- In Sesamstraat wordt het lied gezongen door een stel Anything Muppets aan boord van eenzelfde duikboot als in de tekenfilm Yellow Submarine.

## Hitnotering
| Yellow Submarine / Eleanor Rigby in de Veronica Top 40 - binnen: 20-08-1966 | Yellow Submarine / Eleanor Rigby in de Veronica Top 40 - binnen: 20-08-1966 | Yellow Submarine / Eleanor Rigby in de Veronica Top 40 - binnen: 20-08-1966 | Yellow Submarine / Eleanor Rigby in de Veronica Top 40 - binnen: 20-08-1966 | Yellow Submarine / Eleanor Rigby in de Veronica Top 40 - binnen: 20-08-1966 | Yellow Submarine / Eleanor Rigby in de Veronica Top 40 - binnen: 20-08-1966 | Yellow Submarine / Eleanor Rigby in de Veronica Top 40 - binnen: 20-08-1966 | Yellow Submarine / Eleanor Rigby in de Veronica Top 40 - binnen: 20-08-1966 | Yellow Submarine / Eleanor Rigby in de Veronica Top 40 - binnen: 20-08-1966 | Yellow Submarine / Eleanor Rigby in de Veronica Top 40 - binnen: 20-08-1966 | Yellow Submarine / Eleanor Rigby in de Veronica Top 40 - binnen: 20-08-1966 | Yellow Submarine / Eleanor Rigby in de Veronica Top 40 - binnen: 20-08-1966 | Yellow Submarine / Eleanor Rigby in de Veronica Top 40 - binnen: 20-08-1966 | Yellow Submarine / Eleanor Rigby in de Veronica Top 40 - binnen: 20-08-1966 | Yellow Submarine / Eleanor Rigby in de Veronica Top 40 - binnen: 20-08-1966 | Yellow Submarine / Eleanor Rigby in de Veronica Top 40 - binnen: 20-08-1966 |
| Week                                                                        | 1                                                                           | 2                                                                           | 3                                                                           | 4                                                                           | 5                                                                           | 6                                                                           | 7                                                                           | 8                                                                           | 9                                                                           | 10                                                                          | 11                                                                          | 12                                                                          | 13                                                                          | 14                                                                          |                                                                             |
| --------------------------------------------------------------------------- | --------------------------------------------------------------------------- | --------------------------------------------------------------------------- | --------------------------------------------------------------------------- | --------------------------------------------------------------------------- | --------------------------------------------------------------------------- | --------------------------------------------------------------------------- | --------------------------------------------------------------------------- | --------------------------------------------------------------------------- | --------------------------------------------------------------------------- | --------------------------------------------------------------------------- | --------------------------------------------------------------------------- | --------------------------------------------------------------------------- | --------------------------------------------------------------------------- | --------------------------------------------------------------------------- | --------------------------------------------------------------------------- |
| Nummer                                                                      | 5                                                                           | 1                                                                           | 1                                                                           | 1                                                                           | 1                                                                           | 1                                                                           | 1                                                                           | 3                                                                           | 5                                                                           | 8                                                                           | 12                                                                          | 16                                                                          | 23                                                                          | 35                                                                          | uit                                                                         |

### NPO Radio 2 Top 2000
| Nummer met noteringen in de NPO Radio 2 Top 2000 | '99 | '00 | '01  | '02 | '03  | '04  | '05  | '06  | '07  | '08  | '09  | '10  | '11  | '12  | '13  | '14  | '15  | '16  | '17  | '18  | '19  | '20  | '21  | '22  | '23  |
| ------------------------------------------------ | --- | --- | ---- | --- | ---- | ---- | ---- | ---- | ---- | ---- | ---- | ---- | ---- | ---- | ---- | ---- | ---- | ---- | ---- | ---- | ---- | ---- | ---- | ---- | ---- |
| Yellow Submarine                                 | 774 | 837 | 1468 | 971 | 1397 | 1051 | 1177 | 1185 | 1202 | 1160 | 1118 | 1129 | 1105 | 1449 | 1166 | 1552 | 1502 | 1502 | 1897 | 1339 | 1518 | 1490 | 1768 | 1600 | 1670 |

1. ↑  Een vetgedrukt getal geeft de hoogste notering aan.
2. ↑  Deze tabel is bijgewerkt tot en met de laatste editie (2024).